# Libnotes impressa
Libnotes impressa är en tvåvingeart som först beskrevs av Walker 1856.  Libnotes impressa ingår i släktet Libnotes och familjen småharkrankar. Inga underarter finns listade i Catalogue of Life.